# Mistrzostwa Panamerykańskie w Zapasach 2002
Mistrzostwa rozegrano 14 maja 2002 roku w Maracaibo.

## Tabela medalowa
|     | Państwo    |    |    |    | Razem: |
| --- | ---------- | -- | -- | -- | ------ |
| 1.  | Kuba       | 10 | 4  | 0  | 14     |
| 2.  | USA        | 7  | 7  | 6  | 20     |
| 3.  | Wenezuela  | 2  | 4  | 4  | 10     |
| 4.  | Kanada     | 1  | 1  | 2  | 4      |
| 5.  | Portoryko  | 1  | 0  | 1  | 2      |
| 6.  | Kolumbia   | 0  | 2  | 2  | 4      |
| 7.  | Peru       | 0  | 2  | 1  | 3      |
| 8.  | Meksyk     | 0  | 1  | 1  | 2      |
| 9.  | Dominikana | 0  | 0  | 2  | 1      |
| 10. | Gwatemala  | 0  | 0  | 1  | 1      |
|     | razem:     | 21 | 21 | 20 | 66     |

## Wyniki

### W stylu klasycznym
| Waga   | złoty               | srebrny           | brązowy                 |
| ------ | ------------------- | ----------------- | ----------------------- |
| 55 kg  | Lázaro Rivas        | Jorge Cardozo     | Julio Maldonado         |
| 60 kg  | Roberto Monzón      | James Gruenwald   | Luis Liendo             |
| 66 kg  | Juan Luis Marén     | Michael Ellsworth | Ángelo Mota Brea        |
| 74 kg  | Keith Sieracki      | Cecilio Rodríguez | Luis Fernando Izquierdo |
| 84 kg  | Luis Enrique Méndez | Cristian Mosquera | Ethan Bosch             |
| 96 kg  | Ernesto Peña        | Eddy Bartolozzi   | Ross Thatcher           |
| 120 kg | Mijaín López        | Dremiel Byers     | Luis Talavera           |

### W stylu wolnym
| Waga   | złoty           | srebrny           | brązowy          |
| ------ | --------------- | ----------------- | ---------------- |
| 55 kg  | Roberto Montero | Jeff Prescott     | Fredy Serrano    |
| 60 kg  | Yandro Quintana | Saeed Azarbayjani | Danny Felix      |
| 66 kg  | Carlos Ortíz    | Edison Hurtado    | Chris Bono       |
| 74 kg  | Byron Tucker    | Iván Tendora      | Manuel García    |
| 84 kg  | Yoel Romero     | Brandon Eggum     | Nicholas Ugoalah |
| 96 kg  | Daniel Cormier  | Wilfredo Morales  | Dean Schmeichel  |
| 120 kg | Tolly Thompson  | Alexis Rodríguez  | Yonsy Sánchez    |

### W stylu wolnym kobiet
| Waga  | złoty              | srebrny            | brązowy          |
| ----- | ------------------ | ------------------ | ---------------- |
| 48 kg | Mayelis Caripá     | Jenny Barrera      | Clarissa Chun    |
| 51 kg | Patricia Miranda   | Magdalena Arellano | Flor Quispe      |
| 55 kg | Stephanie Murata   | Janet Sobero       | Marcia Andrades  |
| 59 kg | Mabel Fonseca      | Tonya Evinger      | Virginia Mendoza |
| 63 kg | Unise Hurtado      | Grace Magnussen    | Damaris Ubieres  |
| 67 kg | Toccara Montgomery | Xiomara Guevara    | ----             |
| 72 kg | Ohenewa Akuffo     | Yasmil Ramos       | Iris Smith       |